# Комит частного имущества
Комит частного имущества (лат. comes rerum privatarum, греч.. kόμης τῆς ἰδικῆς παρουσίας, kómēs tēs idikēs parousías) — должностное лицо Римской империи в период поздней античности. Отвечал за управление имениями императора. Он не управлял государственными землями, хотя различие между частной собственностью императора и государственной собственностью не всегда было четким или последовательным. Комит частного имущества собирал арендную плату, продавал движимое и недвижимое имущество, защищал поместья от узурпации и принимал земли, перешедшие императору в виде дарования, завещания или конфискации. Свободные земли (bona vacantia) и имущество без наследников (bona caduca) переходили в собственность императора.
Должность, вероятно, была создана около 318 года, в то же время, что и комит священных щедрот, хотя она не упоминается явно до 342—345 годов. Комит частного имущества входил в Консисторий. В силу своей должности он обладал рангом иллюстрия, что делало его членом Сената. Титул комит (буквально «товарищ») говорит о том, что он был членом свиты императора (comitatus). Комит частного имущества, вместе с комитом священных щедрот, были высшими должностями в имперской бюрократии с IV по VI века. Отдел частного имущества состоял из пяти подотделов (scrinia), а также служащих на уровне диоцезов и провинций. Каждый год служащие в столице посещали диоцезы и провинции для контроля за работой местных служащих. Согласно Кодексу Феодосии, в 399 году в отделе частного имущества работало 300 служащих. Комит иногда группировал имения, формируя domus divinae (буквально «божественный дом»), и назначал ответственного за него служащего.
В 414 году domus divinae Каппадокии перешло от комита частного имущества к препозиту священной опочивальни. В Западной Римской империи император Глицерий (473—474) назначил нового служащего, come patrimonii, для управления непосредственно находящимися в собственности имперскими поместьями, оставив в распоряжении комита частного имущества только сдаваемую в аренду собственность и судебные функции, связанные с конфискацией и дарованием имущества. До 509 года, вероятно, в 490-х годах, Анастасий I провёл аналогичную реформу в восточной империи. Постепенно комит частного имущества утратил свои финансовые полномочия и расширил судебную компетенцию, рассматривая в итоге даже дела, связанные с грабежом могил и браком. К концу VII века должность полностью исчезла. Её функции были частично переданы сакелларию. Во время правления Юстиниана I (527—565 годы) большая часть domus divinae была передана кураторам, независимым от комита частного имущества.